# Biurowiec butikowy
Biurowiec butikowy (ang. boutique office) – wybudowany od podstaw bądź zaadaptowany z myślą o przeznaczeniu na siedziby firm budynek, wyróżniający się indywidualnym stylem i wysokim standardem. Z reguły znajduje się w centrum miasta i również pod tym względem stanowi alternatywę dla wielkopowierzchniowych kompleksów biurowych.
Obiekty tego typu powstają często w ramach historycznej zabudowy miast, na przykład w zabytkowych, odrestaurowanych kamienicach, bądź nowych, wyjątkowych obiektach. Zaczęły one powstawać w latach 80. XX wieku w USA i w państwach Europy Zachodniej.